# Питерсон, Ленка
Ле́нка Пи́терсон (англ. Lenka Peterson; 16 октября 1925, Омаха, Небраска — 24 сентября 2021, Роксбери; имя при рождении Ле́нка А́йзексон; после замужества также известна как Ле́нка О’Коннор) — американская актриса театра, кино и телевидения.

## Биография
Ленка Айзексон родилась 16 октября 1925 года в городе Омаха (штат Небраска, США). Отец — Свен Эдвард Айзексон, врач, швед; мать — Ленке Лейнвебер, лаборантка, венгерка. Окончив школу, девушка училась драматургии в Айовском университете, но не окончила его.
После войны вступила в театральную труппу, спонсируемую ООО, выступала на военных базах в Японии, на Филиппинах и в других странах тихоокеанского региона. Затем вернулась в США, играла в репертуарных театрах Питтсбурга, Бостона и Провиденса. Стала одной из первых студенток «Актёрской студии». В 1947 году состоялся дебют Питерсон на Бродвее. С 1950 года начала сниматься в телесериалах и кинофильмах, и за 56 лет карьеры (1950—2006) появилась в примерно 75 фильмах и сериалах.
На протяжении пяти лет преподавала актёрское мастерство в студии Метрополитен-опера, руководила молодёжным театром в Коннектикуте.
Ленка Питерсон скончалась 24 сентября 2021 года от естественных причин (актрисе было 95 лет) в городке Роксбери (штат Коннектикут).

### Личная жизнь
8 мая 1948 года Питерсон вышла замуж за мужчину по имени Дэниэл О’Коннор, который занимался новостями, был малоизвестным продюсером документальных фильмов NBC News в 1980-х годах. Брак продолжался 67 лет, до самой смерти мужа в 2015 году. У пары было пятеро детей, в том числе Глиннис О’Коннор (род. 1956), которая стала довольно известной актрисой кино и телевидения.

## Награды и номинации
- 1985 — «Тони» в категории «Лучшая женская роль второго плана в мюзикле» за роль в постановке Quilters — номинация[2].

## Бродвейские работы
- 1948 — Закатный пляж / Sundown Beach — Элла
- 1952 — Травяная арфа / The Grass Harp — Мод Риордан
- 1955 — Время твоей жизни[англ.] / The Time of Your Life — Китти Дюваль
- 1960—1961 — Всю дорогу домой / All the Way Home — Салли Фоллетт
- 1980 — Чокнутые / Nuts — Роуз Кирк
- 1984 — ? / Quilters— Сара

## Избранная фильмография

### Широкий экран
- 1950 — Паника на улицах / Panic in the Streets — Джинетт (в титрах не указана)
- 1951 — Позаботьтесь о моей малышке[англ.] / Take Care of My Little Girl — Рут Гейтс
- 1955 — История в Феникс-сити / The Phenix City Story — Мэри Джо Паттерсон
- 1964 — Чёрный, как я / Black Like Me — Люси Хортон
- 1973 — Оборотень в Вашингтоне[англ.] / The Werewolf of Washington — сенатор Джоан
- 1976 — Спасатель[англ.] / Lifeguard — миссис Карлсон
- 1987 — Сети зла[англ.] / Dragnet — Бабуля Манди
- 1992 — Провод под током / Live Wire — Гвен
- 1995 — Джеффри / Jeffrey — женщина в церкви
- 2006 — Вся королевская рать / All the King's Men — Саванна Клерк

### Телевидение
- 1952 — Зал славы Hallmark / Hallmark Hall of Fame — Энн Бронте (в эпизоде Our Sister Emily)
- 1954 — Телевизионный театр Крафта / Kraft Television Theatre — Эвелин (в эпизоде Guest in the House)
- 1956 — Час Alcoa[англ.] / The Alcoa Hour — Мэрилин (в эпизоде Finkle's Comet)
- 1956—1957 — Роберт Монтгомери представляет[англ.] / Robert Montgomery Presents — Нэнси Болен (в 2 эпизодах)
- 1957 — Студия Один[англ.] / Studio One — Кэрол Биксби (в эпизоде The Goodwill Ambassadors)
- 1957 — Приманка[англ.] / Decoy — Дороти Бойер (в эпизоде Scape Goat)
- 1961 — Тост за город / Toast of the Town — Салли Фоллет (в эпизоде #14.34)
- 1961 — Шоссе 66[англ.] / Route 66 — Бет Брэк (в эпизоде Burning for Burning[англ.])
- 1962 — Защитники / The Defenders — Донна Симмонс (в эпизоде The Seven Ghosts of Simon Gray)
- 1962—1985 — В поисках завтрашнего дня / Search for Tomorrow — разные роли (в 24 эпизодах)
- 1963 — Медсёстры[англ.] / The Nurses — Эмили Росс (в эпизоде The Third Generation)
- 1965 — Пламя на ветру[англ.] / A Flame in the Wind — Марта Скирба Дрисколл (в 22 эпизодах)
- 1974—1975 — Коджак / Kojak — доктор Барбара Кирк (в 2 эпизодах[англ.])
- 1975 — Новобранцы[англ.] / The Rookies — Филлис Уирл (в эпизоде The Saturday Night Special)
- 1977 — Медэксперт Куинси[англ.] / Quincy, M.E. — Аманда Стоддард (в эпизоде Tissue of Truth)
- 1981 — Надежда Райан[англ.] / Ryan's Hope — Грэди, медсестра (в 5 эпизодах)
- 1981—1982 — Любовь, Сидней[англ.] / Love, Sidney — мать Лори (в 2 эпизодах)
- 1983 — Другой мир / Another World — Мари Фентон (в 3 эпизодах)
- 1985 — Направляющий свет / Guiding Light — мать (озвучивание; в эпизоде от 27 декабря)
- 1986 — Главный госпиталь / General Hospital — Эдна (в 9 эпизодах)
- 1986 — Блюз Хилл-стрит / Hill Street Blues — Марша (в эпизоде Suitcase[англ.])
- 1987 — Кейт и Элли[англ.] / Kate & Allie — проститутка[5] (в эпизоде Brother, Can You Spare a Dime?)
- 1988 — Американский театр[англ.] / American Playhouse — бабушка (в эпизоде Pigeon Feathers)
- 1988 — Закон Лос-Анджелеса / L.A. Law — Джулия Кларент (в эпизоде Chariots of Meyer)
- 1992, 1996 — Закон и порядок / Law & Order — разные роли (в 2 эпизодах)
- 1994 — Тайны Косби[англ.] / The Cosby Mysteries — Луиза Тафт (в эпизоде Expert Witness)
- 2000 — Обманщики[англ.] / Cheaters — миссис Плецки
- 2003 — Закон и порядок: Специальный корпус / Law & Order: Special Victims Unit — Мелани Дюнн (в эпизоде Choice)